# Teroplas ruber
Teroplas ruber là một loài bọ cánh cứng trong họ Lycidae. Loài này được Bocák & Bocáková miêu tả khoa học năm 2000.